# کوه هایاچینه
کوه هایاچینه (به ژاپنی: 早池峰山 Hayachine-san) یکی از کوه‌های آتشفشانی در استان ایواته در ژاپن است. نام این کوه در کتاب فهرست صد کوه معروف ژاپن، فهرست جدید صد کوه معروف ژاپن، فهرست صد کوه پرگل معروف ژاپن، فهرست جدید صد کوه پرگل معروف ژاپن آمده‌است. ارتفاع آن ۱۹۱۳ متر است.